# Лямбда Близнецов
Лямбда Близнецов (лат. λ Geminorum), 54 Близнецов (лат. 54 Geminorum) — одиночная звезда в созвездии Близнецов на расстоянии приблизительно 101 светового года (около 31 парсека) от Солнца. Видимая звёздная величина звезды — +3,571m. Возраст звезды оценивается как около 0,8 млрд лет.

## Характеристики
Лямбда Близнецов — белая звезда спектрального класса A3V. Масса — около 2,098 солнечных, радиус — около 2,777 солнечных, светимость — около 27,39 солнечных. Эффективная температура — около 7932 К.